# Serie A (2010/2011)
Serie A 2010/2011 – 109. edycja najwyższej w hierarchii klasy mistrzostw Włoch w piłce nożnej, organizowanych przez Lega Serie A. Sezon rozpoczął się 28 sierpnia 2010, meczem AS Romy z AC Ceseną (0:0). Tytułu mistrzowskiego bronił Inter Mediolan. Wszystkie mecze rozgrywane były piłką Nike T90 Tracer. Mistrzem został Milan, zdobywając swój 16.tytuł. Do drugiej ligi spadły: Sampdoria, Brescia i Bari. Królem strzelców został drugi raz z rzędu kapitan Udinese Calcio Antonio Di Natale, który zdobył 28 goli.

## Organizacja
Liczba uczestników pozostała bez zmian (20 drużyn). Lecce, Cesena oraz zwycięzca baraży Brescia awansowali z Serie B. Rozgrywki składały się z meczów, które odbyły się systemem kołowym u siebie i na wyjeździe, w sumie 38 rund: 3 punkty przyznano za zwycięstwo i po jednym punkcie w przypadku remisu. W przypadku równości punktów wyżej została sklasyfikowana drużyna, która uzyskała większą liczbę punktów i różnicę bramek zdobytych w meczach bezpośrednich (więcej goli), a jeśli nadal była sytuacja nierozstrzygnięta, to większa liczba punktów i różnica bramek zdobytych w końcowej klasyfikacji. Zwycięzca rozgrywek ligowych otrzymywał tytuł mistrza Włoch. Trzy ostatnie drużyny spadało bezpośrednio do Serie B.

## Zespoły w sezonie 2010/2011
| Uczestnicy poprzedniej edycji                                                                                 | Uczestnicy poprzedniej edycji | Uczestnicy poprzedniej edycji | Uczestnicy poprzedniej edycji |
| --- | ----------------------------- | ----------------------------- | ----------------------------- |
| INT | Inter Mediolan                | 1                             |                               |
| ROM | Roma                          | 2                             |                               |
| MIL | Milan                         | 3                             |                               |
| SAM | Sampdoria                     | 4                             |                               |
| PAL | Palermo                       | 5                             |                               |
| NAP | Napoli                        | 6                             |                               |
| JUV | Juventus                      | 7                             |                               |
| PAR | Parma                         | 8                             |                               |
| GEN | Genoa                         | 9                             |                               |
| BAR | Bari                          | 10                            |                               |
| FIO | Fiorentina                    | 11                            |                               |
| LAZ | Lazio                         | 12                            |                               |
| CTN | Catania                       | 13                            |                               |
| CHV | Chievo Verona                 | 14                            |                               |
| UDI | Udinese                       | 15                            |                               |
| CAG | Cagliari                      | 16                            |                               |
| BOL | Bologna                       | 17                            |                               |
| Awans z Serie B (2009/2010)                                                                                   |                               |                               |                               |
| LCE | Lecce                         | 1                             |                               |
| CES | Cesena                        | 2                             |                               |
| po barażach                                                                                                   |                               |                               |                               |
| BRE | Brescia                       | 3                             |                               |
| Oznaczenia: - kolumna pierwsza – skróty nazw drużyn, - kolumna trzecia – miejsce zajęte w poprzednim sezonie. |                               |                               |                               |

## Stadiony
| Lp. | Miasto    | Stadion                           | Klub                  | Pojemność | Zdjęcie |
| --- | --------- | --------------------------------- | --------------------- | --------- | ------- |
|     | Mediolan  | Stadio Giuseppe Meazza (San Siro) | Inter Mediolan, Milan | 80 074    |         |
|     | Rzym      | Stadio Olimpico                   | Roma, Lazio           | 72 698    |         |
|     | Neapol    | Stadio San Paolo                  | Napoli                | 60 240    |         |
|     | Bari      | Stadio San Nicola                 | Bari                  | 58 270    |         |
|     | Florencja | Stadio Artemio Franchi            | Fiorentina            | 47 282    |         |
|     | Udine     | Stadio Friuli                     | Udinese               | 41 652    |         |
|     | Bolonia   | Stadio Renato Dall'Ara            | Bologna               | 39 444    |         |
|     | Werona    | Stadio Marc’Antonio Bentegodi     | Chievo Verona         | 39 211    |         |
|     | Palermo   | Stadio Renzo Barbera              | Palermo               | 37 242    |         |
|     | Genua     | Stadio Luigi Ferraris             | Genoa, Sampdoria      | 36 685    |         |
|     | Lecce     | Stadio Via del Mare               | Lecce                 | 33 876    |         |
|     | Turyn     | Stadio Olimpico                   | Juventus              | 27 994    |         |
|     | Parma     | Stadio Ennio Tardini              | Parma                 | 27 906    |         |
|     | Cesena    | Stadio Dino Manuzzi               | Cesena                | 23 860    |         |
|     | Cagliari  | Stadio Sant’Elia                  | Cagliari              | 23 486    |         |
|     | Katania   | Stadio Angelo Massimino           | Catania               | 23 420    |         |
|     | Brescia   | Stadio Mario Rigamonti            | Brescia               | 16 743    |         |

## Prezydenci, trenerzy, kapitanowie i sponsorzy
| Zespół | Prezydent             | Trener               | Kapitan              | Sponsor techniczny | Sponsor strategiczny                |
| --- | --------------------- | -------------------- | -------------------- | ------------------ | ----------------------------------- |
| AS Bari | Vincenzo Matarrese    | Gian Piero Ventura   | Jean François Gillet | Erreà              | Radionorba                          |
| Bologna FC 1909 | Sergio Porcedda       | Franco Colomba       | Marco Di Vaio        | Macron             | Cerasarda                           |
| Brescia Calcio | Gino Corioni          | Giuseppe Iachini     | Davide Possanzini    | Mass               | UBI Banca                           |
| Cagliari Calcio | Massimo Cellino       | Pierpaolo Bisoli     | Daniele Conti        | Macron             | Dahlia TV                           |
| Calcio Catania | Antonino Pulvirenti   | Marco Giampaolo      | Matías Silvestre     | Givova             | Energia Siciliana                   |
| AC Cesena | Igor Campedelli       | Massimo Ficcadenti   | Giuseppe Colucci     | Adidas             | Technogym                           |
| AC ChievoVerona | Luca Campedelli       | Stefano Pioli        | Sergio Pellissier    | Givova             | Banca Popolare di Verona, merkur-wn |
| ACF Fiorentina | Mario Cognigni        | Siniša Mihajlović    | Riccardo Montolivo   | Lotto              | Save The Children                   |
| Genoa CFC | Enrico Preziosi       | Gian Piero Gasperini | Marco Rossi          | Asics              | iZi Play                            |
| FC Internazionale Milano | Massimo Moratti       | Rafael Benítez       | Javier Zanetti       | Nike               | Pirelli                             |
| Juventus FC | Andrea Agnelli        | Luigi Delneri        | Alessandro Del Piero | Nike               | Betclic                             |
| SS Lazio | Claudio Lotito        | Edoardo Reja         | Tommaso Rocchi       | Puma               | brak sponsora                       |
| US Lecce | Pierandrea Semeraro   | Luigi De Canio       | Guillermo Giacomazzi | Asics              | Veneto Banca, BetItaly              |
| AC Milan | wakant                | Massimiliano Allegri | Massimo Ambrosini    | Adidas             | Fly Emirates                        |
| SSC Napoli | Aurelio De Laurentiis | Walter Mazzarri      | Paolo Cannavaro      | Macron             | Lete                                |
| US Città di Palermo | Maurizio Zamparini    | Delio Rossi          | Fabrizio Miccoli     | Lotto              | Betshop, Burger King                |
| Parma FC | Tommaso Ghirardi      | Pasquale Marino      | Stefano Morrone      | Erreà              | Navigare, Banca Monte Parma         |
| AS Roma | Rosella Sensi         | Claudio Ranieri      | Francesco Totti      | Kappa              | WIND                                |
| UC Sampdoria | Riccardo Garrone      | Domenico Di Carlo    | Angelo Palombo       | Kappa              | ERG Mobile                          |
| Udinese Calcio | Giampaolo Pozzo       | Francesco Guidolin   | Antonio Di Natale    | Lotto              | Dacia                               |
| Oznaczenia: - Jako sponsora technicznego należy rozumieć firmę, która dostarcza danemu klubowi sprzęt niezbędny do gry - Jako sponsora strategicznego należy rozumieć firmę, która reklamuje się na klatce piersiowej koszulki meczowej |                       |                      |                      |                    |                                     |

## Zmiany trenerów
| Klub           | Były trener        | Data odejścia    | Powód                       | Nowy trener                | Data zatrudnienia |
| -------------- | ------------------ | ---------------- | --------------------------- | -------------------------- | ----------------- |
| Milan          | Leonardo           | 16 maja 2010     | Obopólna zgoda              | Massimiliano Allegri       | 25 czerwca 2010   |
| Juventus       | Alberto Zaccheroni | 16 maja 2010     | Koniec kontraktu            | Luigi Delneri              | 19 maja 2010      |
| Udinese        | Pasquale Marino    | 16 maja 2010     | Obopólna zgoda              | Francesco Guidolin         | 24 maja 2010      |
| Parma          | Francesco Guidolin | 16 maja 2010     | Rezygnacja                  | Pasquale Marino            | 2 czerwca 2010    |
| Cagliari       | Giorgio Melis      | 16 maja 2010     | Koniec tymczasowej pracy    | Pierpaolo Bisoli           | 23 czerwca 2010   |
| Sampdoria      | Luigi Delneri      | 17 maja 2010     | Koniec kontraktu            | Domenico Di Carlo          | 26 maja 2010      |
| Catania        | Siniša Mihajlović  | 24 maja 2010     | Rezygnacja                  | Marco Giampaolo            | 30 maja 2010      |
| Chievo Verona  | Domenico Di Carlo  | 26 maja 2010     | Rezygnacja                  | Stefano Pioli              | 10 czerwca 2010   |
| Inter Mediolan | José Mourinho      | 28 maja 2010     | Obopólna zgoda              | Rafael Benítez             | 10 czerwca 2010   |
| Fiorentina     | Cesare Prandelli   | 30 maja 2010     | Objęcie reprezentacji Włoch | Siniša Mihajlović          | 3 czerwca 2010    |
| Cesena         | Pierpaolo Bisoli   | 30 maja 2010     | Koniec kontraktu            | Massimo Ficcadenti         | 12 czerwca 2010   |
| Bologna        | Franco Colomba     | 29 sierpnia 2010 | Zwolnienie                  | Paolo Magnani (tymczasowo) | 29 sierpnia 2010  |

## Tabela
| Lp. | Drużyna        | M  | Z  | R  | P  | B+ | B– | +/– | Pkt | Kwalifikacja lub spadek                      |
| --- | -------------- | -- | -- | -- | -- | -- | -- | --- | --- | -------------------------------------------- |
| 1   | Milan (C)      | 38 | 24 | 10 | 4  | 65 | 24 | +41 | 82  | Kwalifikacja do fazy grupowej Ligi Mistrzów  |
| 2   | Inter Mediolan | 38 | 23 | 7  | 8  | 69 | 42 | +27 | 76  | Kwalifikacja do fazy grupowej Ligi Mistrzów  |
| 3   | Napoli         | 38 | 21 | 7  | 10 | 59 | 39 | +20 | 70  | Kwalifikacja do fazy grupowej Ligi Mistrzów  |
| 4   | Udinese        | 38 | 20 | 6  | 12 | 65 | 43 | +22 | 66  | Kwalifikacja do rundy play-off Ligi Mistrzów |
| 5   | Lazio          | 38 | 20 | 6  | 12 | 55 | 39 | +16 | 66  | Kwalifikacja do rundy play-off Ligi Europy   |
| 6   | Roma           | 38 | 18 | 9  | 11 | 59 | 52 | +7  | 63  | Kwalifikacja do rundy play-off Ligi Europy   |
| 7   | Juventus       | 38 | 15 | 13 | 10 | 57 | 47 | +10 | 58  |                                              |
| 8   | Palermo        | 38 | 17 | 5  | 16 | 58 | 63 | −5  | 56  | Kwalifikacja do rundy III Ligi Europy        |
| 9   | Fiorentina     | 38 | 12 | 15 | 11 | 49 | 44 | +5  | 51  |                                              |
| 10  | Genoa          | 38 | 14 | 9  | 15 | 45 | 47 | −2  | 51  |                                              |
| 11  | Chievo Verona  | 38 | 11 | 13 | 14 | 38 | 40 | −2  | 46  |                                              |
| 12  | Parma          | 38 | 11 | 13 | 14 | 39 | 47 | −8  | 46  |                                              |
| 13  | Catania        | 38 | 12 | 10 | 16 | 40 | 52 | −12 | 46  |                                              |
| 14  | Cagliari       | 38 | 12 | 9  | 17 | 44 | 51 | −7  | 45  |                                              |
| 15  | Cesena         | 38 | 11 | 10 | 17 | 38 | 50 | −12 | 43  |                                              |
| 16  | Bologna        | 38 | 11 | 12 | 15 | 35 | 52 | −17 | 42  |                                              |
| 17  | Lecce          | 38 | 11 | 8  | 19 | 46 | 66 | −20 | 41  |                                              |
| 18  | Sampdoria (R)  | 38 | 8  | 12 | 18 | 33 | 49 | −16 | 36  | Spadek do Serie B                            |
| 19  | Brescia (R)    | 38 | 7  | 11 | 20 | 34 | 52 | −18 | 32  | Spadek do Serie B                            |
| 20  | Bari (R)       | 38 | 5  | 9  | 24 | 27 | 56 | −29 | 24  | Spadek do Serie B                            |

1. 1 2  Udinese zostało sklasyfikowano wyżej dzięki większej liczbie bramek zdobytych na wyjeździe w meczach bezpośrednich: Udinese 2–1 Lazio, Lazio 3–2 Udinese.
2. 1 2  Tak jak Inter Mediolan zakwalifikował się do Ligi Mistrzów wygrywając również Puchar Włoch, to Lazio i Roma zakwalifikowały się do rundy play-off Ligi Europy jako drużyny z piątego i szóstego miejsca, a Palermo zakwalifikował się do rundy III Ligi Europy jako finalista Pucharu.
3. 1 2  Fiorentina została sklasyfikowana wyżej dzięki liczbie punktów zdobytych w meczach bezpośrednich: Fiorentina 1–0 Genoa, Genoa 1–1 Fiorentina.
4. 1 2 3  Chievo Verona zostało sklasyfikowane wyżej dzięki liczbie punktów zdobytych w meczach bezpośrednich: Chievo: 6 pkt, Parma: 5 pkt, Catania: 4 pkt.
5. ↑  Bologna została ukarana odjęciem łącznie 3 punktów, w tym 1 punkt z powodu niezapłaconych podatków.

## Wyniki
| Gospodarz \ Gość | BAR | BOL | BRE | CAG | CTN | CES | CHV | FIO | GEN | INT | JUV | LAZ | LCE | MIL | NAP | PAL | PAR | ROM | SAM | UDI |
| Bari             |     | 0:2 | 2:1 | 0:0 | 1:1 | 1:1 | 1:2 | 1:1 | 0:0 | 0:3 | 1:0 | 0:2 | 0:2 | 2:3 | 0:2 | 1:1 | 0:1 | 2:3 | 0:1 | 0:2 |
| Bologna          | 0:4 |     | 1:0 | 2:2 | 1:0 | 0:2 | 2:1 | 1:1 | 1:1 | 0:0 | 0:0 | 3:1 | 2:0 | 0:3 | 0:2 | 1:0 | 0:0 | 0:1 | 1:1 | 2:1 |
| Brescia          | 2:0 | 3:1 |     | 1:2 | 1:2 | 1:2 | 0:3 | 2:2 | 0:0 | 1:1 | 1:1 | 0:2 | 2:2 | 0:1 | 0:1 | 3:2 | 2:0 | 2:1 | 1:0 | 0:1 |
| Cagliari         | 2:1 | 2:0 | 1:1 |     | 3:0 | 0:2 | 4:1 | 1:2 | 0:1 | 0:1 | 1:3 | 1:0 | 3:2 | 0:1 | 0:1 | 3:1 | 1:1 | 5:1 | 0:0 | 0:4 |
| Catania          | 1:0 | 1:1 | 1:0 | 2:0 |     | 2:0 | 1:1 | 0:0 | 2:1 | 1:2 | 1:3 | 1:4 | 3:2 | 0:2 | 1:1 | 4:0 | 2:1 | 2:1 | 1:0 | 1:0 |
| Cesena           | 1:0 | 0:2 | 1:0 | 1:0 | 1:1 |     | 1:0 | 2:2 | 0:0 | 1:2 | 2:2 | 1:0 | 1:0 | 2:0 | 1:4 | 1:2 | 1:1 | 0:1 | 0:1 | 0:3 |
| Chievo Verona    | 0:0 | 2:0 | 0:1 | 0:0 | 2:1 | 2:1 |     | 0:1 | 0:0 | 2:1 | 1:1 | 0:1 | 1:0 | 1:2 | 2:0 | 0:0 | 0:0 | 2:2 | 0:0 | 0:2 |
| Fiorentina       | 2:1 | 1:1 | 3:2 | 1:0 | 3:0 | 1:0 | 1:0 |     | 1:0 | 1:2 | 0:0 | 1:2 | 1:1 | 1:2 | 1:1 | 1:2 | 2:0 | 2:2 | 0:0 | 5:2 |
| Genoa            | 2:1 | 1:0 | 3:0 | 0:1 | 1:0 | 3:2 | 1:3 | 1:1 |     | 0:1 | 0:2 | 0:0 | 4:2 | 1:1 | 0:1 | 1:0 | 3:1 | 4:3 | 2:1 | 2:4 |
| Inter Mediolan   | 4:0 | 4:1 | 1:1 | 1:0 | 3:1 | 3:2 | 2:0 | 3:1 | 5:2 |     | 0:0 | 2:1 | 1:0 | 0:1 | 3:1 | 3:2 | 5:2 | 5:3 | 1:1 | 2:1 |
| Juventus         | 2:1 | 0:2 | 2:1 | 4:2 | 2:2 | 3:1 | 2:2 | 1:1 | 3:2 | 1:0 |     | 2:1 | 4:0 | 0:1 | 2:2 | 1:3 | 1:4 | 1:1 | 3:3 | 1:2 |
| Lazio            | 1:0 | 3:1 | 1:0 | 2:1 | 1:1 | 1:0 | 1:1 | 2:0 | 4:2 | 3:1 | 0:1 |     | 1:2 | 1:1 | 2:0 | 2:0 | 2:0 | 0:2 | 1:0 | 3:2 |
| Lecce            | 0:1 | 0:1 | 2:1 | 3:3 | 1:0 | 1:1 | 3:2 | 1:0 | 1:3 | 1:1 | 2:0 | 2:4 |     | 1:1 | 2:1 | 2:4 | 1:1 | 1:2 | 2:3 | 2:0 |
| Milan            | 1:1 | 1:0 | 3:0 | 4:1 | 1:1 | 2:0 | 3:1 | 1:0 | 1:0 | 3:0 | 1:2 | 0:0 | 4:0 |     | 3:0 | 3:1 | 4:0 | 0:1 | 3:0 | 4:4 |
| Napoli           | 2:2 | 4:1 | 0:0 | 2:1 | 1:0 | 2:0 | 1:3 | 0:0 | 1:0 | 1:1 | 3:0 | 4:3 | 1:0 | 1:2 |     | 1:0 | 2:0 | 2:0 | 4:0 | 1:2 |
| Palermo          | 2:1 | 4:1 | 1:0 | 0:0 | 3:1 | 2:2 | 1:3 | 2:4 | 1:0 | 1:2 | 2:1 | 0:1 | 2:2 | 1:0 | 2:1 |     | 3:1 | 3:1 | 3:0 | 0:7 |
| Parma            | 1:2 | 0:0 | 2:0 | 1:2 | 2:0 | 2:2 | 0:0 | 1:1 | 1:1 | 2:0 | 1:0 | 1:1 | 0:1 | 0:1 | 1:3 | 3:1 |     | 0:0 | 1:0 | 2:1 |
| Roma             | 1:0 | 2:2 | 1:1 | 3:0 | 4:2 | 0:0 | 1:0 | 3:2 | 2:1 | 1:0 | 0:2 | 2:0 | 2:0 | 0:0 | 0:2 | 2:3 | 2:2 |     | 3:1 | 2:0 |
| Sampdoria        | 3:0 | 3:1 | 3:3 | 0:1 | 0:0 | 2:3 | 0:0 | 2:1 | 0:1 | 0:2 | 0:0 | 2:0 | 1:2 | 1:1 | 1:2 | 1:2 | 0:1 | 2:1 |     | 0:0 |
| Udinese          | 1:0 | 1:1 | 0:0 | 1:1 | 2:0 | 1:0 | 2:0 | 2:1 | 0:1 | 3:1 | 0:4 | 2:1 | 4:0 | 0:0 | 3:1 | 2:1 | 0:2 | 1:2 | 2:0 |     |

## Najlepsi strzelcy
| Bramki | Strzelcy           | Drużyna                            |
| ------ | ------------------ | ---------------------------------- |
| 28 (4) | Antonio Di Natale  | Udinese                            |
| 26 (6) | Edinson Cavani     | Napoli                             |
| 21 (4) | Samuel Eto'o       | Inter Mediolan                     |
| 20 (3) | Alessandro Matri   | Cagliari (11), Juventus (9)        |
| 19 (4) | Marco Di Vaio      | Bologna                            |
| 17 (2) | Giampaolo Pazzini  | Sampdoria (6), Inter Mediolan (11) |
| 15 (8) | Francesco Totti    | Roma                               |
| 14     | Pato               | Milan                              |
| 14     | Robinho            | Milan                              |
| 14 (3) | Zlatan Ibrahimović | Milan                              |

## Skład mistrzów
| Zwycięzca Serie A 2010/11 |
| ------------------------- |
| Milan 18 Tytuł            |

| formacja | Piłkarz (liczba meczów)      |
| --- | ---------------------------- |
| Abbiati Abate Nesta Thiago Silva Antonini Gattuso (Flamini) Pirlo (Van Bommel) Seedorf Pato (Cassano) Robinho (Boateng) Ibrahimović | Christian Abbiati (35)       |
| Abbiati Abate Nesta Thiago Silva Antonini Gattuso (Flamini) Pirlo (Van Bommel) Seedorf Pato (Cassano) Robinho (Boateng) Ibrahimović | Ignazio Abate (29)           |
| Abbiati Abate Nesta Thiago Silva Antonini Gattuso (Flamini) Pirlo (Van Bommel) Seedorf Pato (Cassano) Robinho (Boateng) Ibrahimović | Alessandro Nesta (26)        |
| Abbiati Abate Nesta Thiago Silva Antonini Gattuso (Flamini) Pirlo (Van Bommel) Seedorf Pato (Cassano) Robinho (Boateng) Ibrahimović | Thiago Silva (33)            |
| Abbiati Abate Nesta Thiago Silva Antonini Gattuso (Flamini) Pirlo (Van Bommel) Seedorf Pato (Cassano) Robinho (Boateng) Ibrahimović | Luca Antonini (22)           |
| Abbiati Abate Nesta Thiago Silva Antonini Gattuso (Flamini) Pirlo (Van Bommel) Seedorf Pato (Cassano) Robinho (Boateng) Ibrahimović | Gennaro Gattuso (31)         |
| Abbiati Abate Nesta Thiago Silva Antonini Gattuso (Flamini) Pirlo (Van Bommel) Seedorf Pato (Cassano) Robinho (Boateng) Ibrahimović | Andrea Pirlo (17)            |
| Abbiati Abate Nesta Thiago Silva Antonini Gattuso (Flamini) Pirlo (Van Bommel) Seedorf Pato (Cassano) Robinho (Boateng) Ibrahimović | Clarence Seedorf (30)        |
| Abbiati Abate Nesta Thiago Silva Antonini Gattuso (Flamini) Pirlo (Van Bommel) Seedorf Pato (Cassano) Robinho (Boateng) Ibrahimović | Pato (25)                    |
| Abbiati Abate Nesta Thiago Silva Antonini Gattuso (Flamini) Pirlo (Van Bommel) Seedorf Pato (Cassano) Robinho (Boateng) Ibrahimović | Robinho (34)                 |
| Abbiati Abate Nesta Thiago Silva Antonini Gattuso (Flamini) Pirlo (Van Bommel) Seedorf Pato (Cassano) Robinho (Boateng) Ibrahimović | Zlatan Ibrahimović (29)      |
| Abbiati Abate Nesta Thiago Silva Antonini Gattuso (Flamini) Pirlo (Van Bommel) Seedorf Pato (Cassano) Robinho (Boateng) Ibrahimović | Trener: Massimiliano Allegri |
| Pozostałe piłkarze: Kevin-Prince Boateng (26), Antonio Cassano (24), Mathieu Flamini (22), Massimo Ambrosini (18), Daniele Bonera (16), Gianluca Zambrotta (15), Mark van Bommel (14), Mario Yepes (13), Ronaldinho (11), Urby Emanuelson (9), Massimo Oddo (7), Filippo Inzaghi (6), Nicola Legrottaglie (6), Alexander Merkel (6), Marek Jankulovski (5), Sokratis Papastatopulos (5), Marco Amelia (4), Rodney Strasser (3), Giacomo Beretta (1), Marco Borriello (1), Nnamdi Oduamadi (1), Flavio Roma (1), Dídac Vilà (1). |                              |